# Afroclinocera
Afroclinocera är ett släkte av tvåvingar. Afroclinocera ingår i familjen dansflugor.
Kladogram enligt Catalogue of Life:
| Afroclinocera | \| \| Afroclinocera obesa \| \| \| \| \| \| Afroclinocera pecki \| \| \| \| |
|               | \| \| Afroclinocera obesa \| \| \| \| \| \| Afroclinocera pecki \| \| \| \| |
|               | Afroclinocera obesa                                                         |
|               |                                                                             |
|               | Afroclinocera pecki                                                         |
|               |                                                                             |